# Kleinschweidnitz
Kleinschweidnitz ist ein Ortsteil von Großschweidnitz im Süden des ostsächsischen Landkreises Görlitz im Oberlausitzer Bergland.

## Geografie

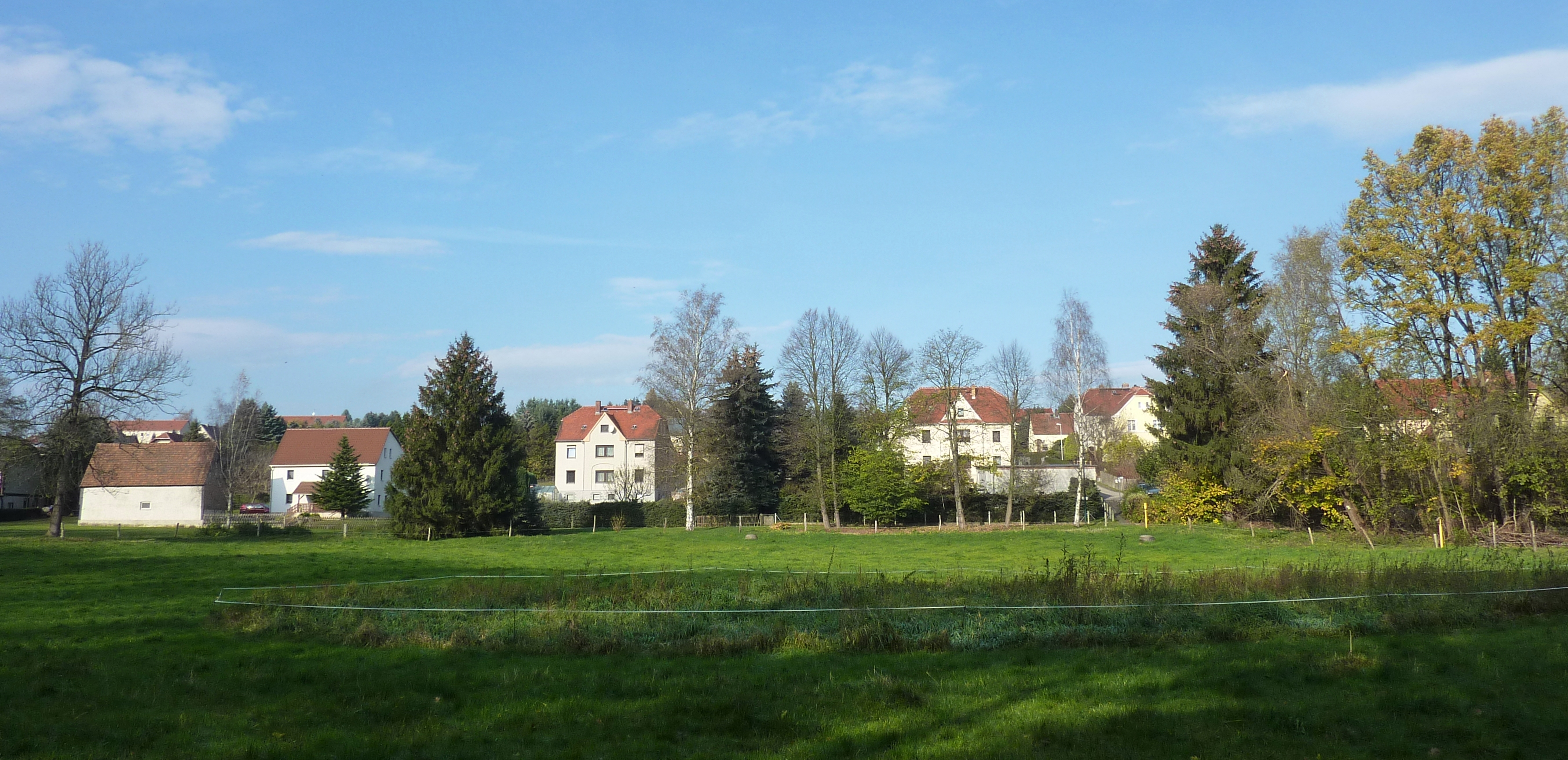
Panoramaaufnahme der Siedlung am Ebersdorfer Weg

Die 161 ha (1900) große Flur des Dorfes schließt sich über die Staatsstraße 148 talabwärts fast lückenlos an Großschweidnitz an. Sie liegt ca. 1 km südlich vom Stadtrand Löbau. Am tiefsten Punkt der Staatsstraße (auch als Rumburger oder Löbauer Straße bezeichnet) beginnt ein Fußweg Richtung Ebersdorf, welcher nach der Querung des Dorfbaches als Straße weiterführt. Er ist eine wichtige Verbindung für Wanderer von und nach Löbau.

## Geologie
Erwähnenswert sind zwei geologische Aufschlüsse im Ort. In einem ehemaligen Steinbruch an der Grenzmühle sowie im Bachbett befindliche Felsen oberhalb der Mühle bestehen aus Lausitzer Granodiorit, welcher hier im Gegensatz zu seiner sonstigen richtungslos-körnigen Ausbildung eine flächenhafte, gneisähnliche Textur vorzugsweise aus dunklen Gemengeteilen wie Biotit, untergeordnet auch Hornblende, aufweist. Das Gestein wird dabei durch mehrere Dezimeter mächtige Lamprophyrgänge durchsetzt. Der zweite geologische Aufschluss liegt an der Beckelmühle und zeigt einen Einblick in den Aufbau der pleistozänen Ablagerungen im Gebiet. Unter einem 1,5 m mächtigen weichselkaltzeitlichen Lößlehm befindet sich hier eine 1,2 m dicke Grundmoräne des weitesten Eisvorstoßes der Saalekaltzeit (Drenthe-Stadium). In unteren Lagen folgen Sande und Kiese mit Mächtigkeiten von 0,4 bzw. 8,6 m der zwei in der südlichen Oberlausitz nachgewiesenen elsterkaltzeitlichen Eisvorstöße.
Höchste Erhebung ist der 314,4 m hohe Nonnenberg.

## Vegetation

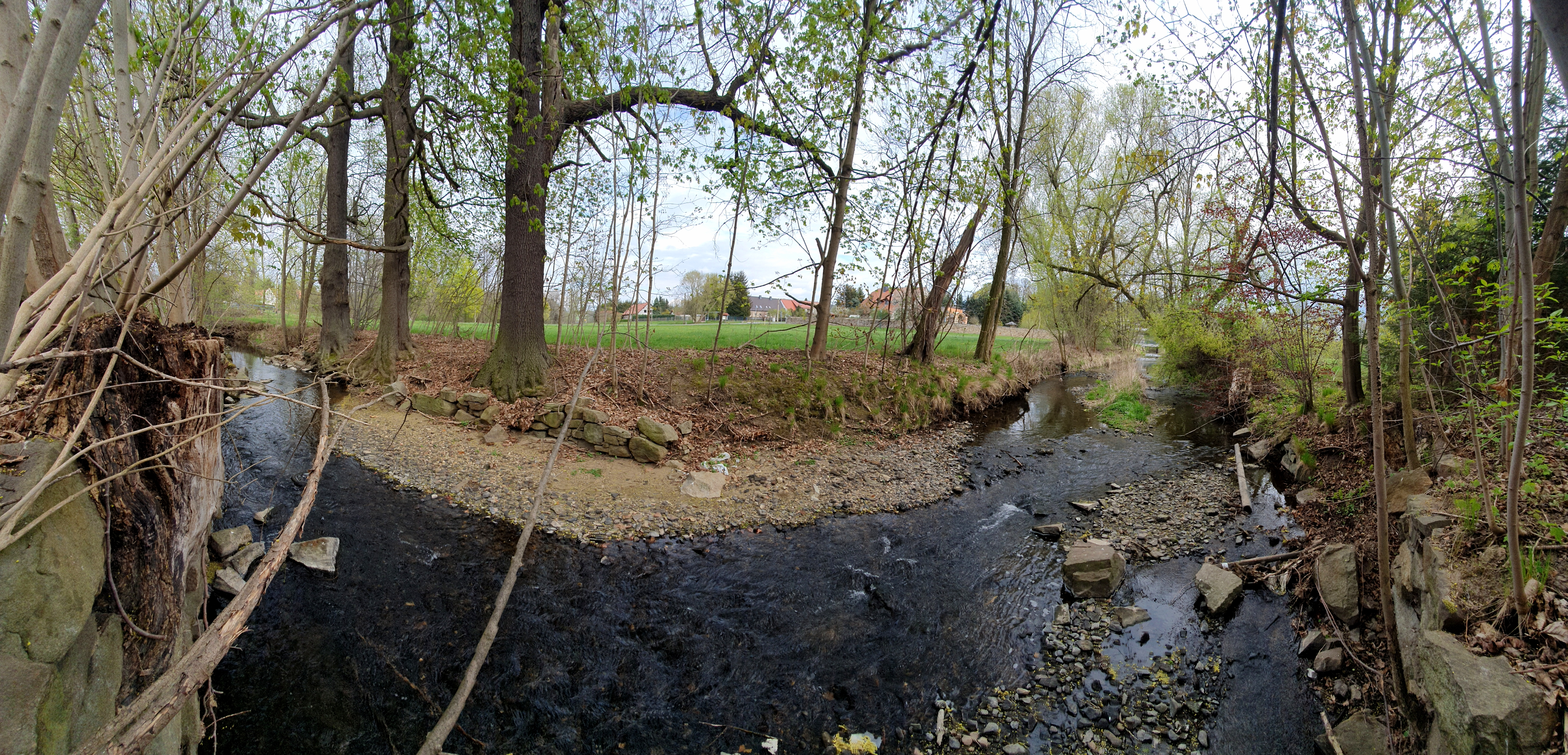
Das Großschweidnitzer Wasser in Kleinschweidnitz

Kleinschweidnitz ist reich an altem Pflanzen- und Baumbestand. So finden sich beispielsweise an den alten Mühlgräben, welche fast durchgängig noch zu erkennen sind, mächtige Weiden und Eschen. Am Ufer des Großschweidnitzer Wassers, welches in Kleinschweidnitz fast vollständig Bewaldet ist, sind Ahorn, Linde, Eiche und Erle häufig anzutreffen.

## Geschichte

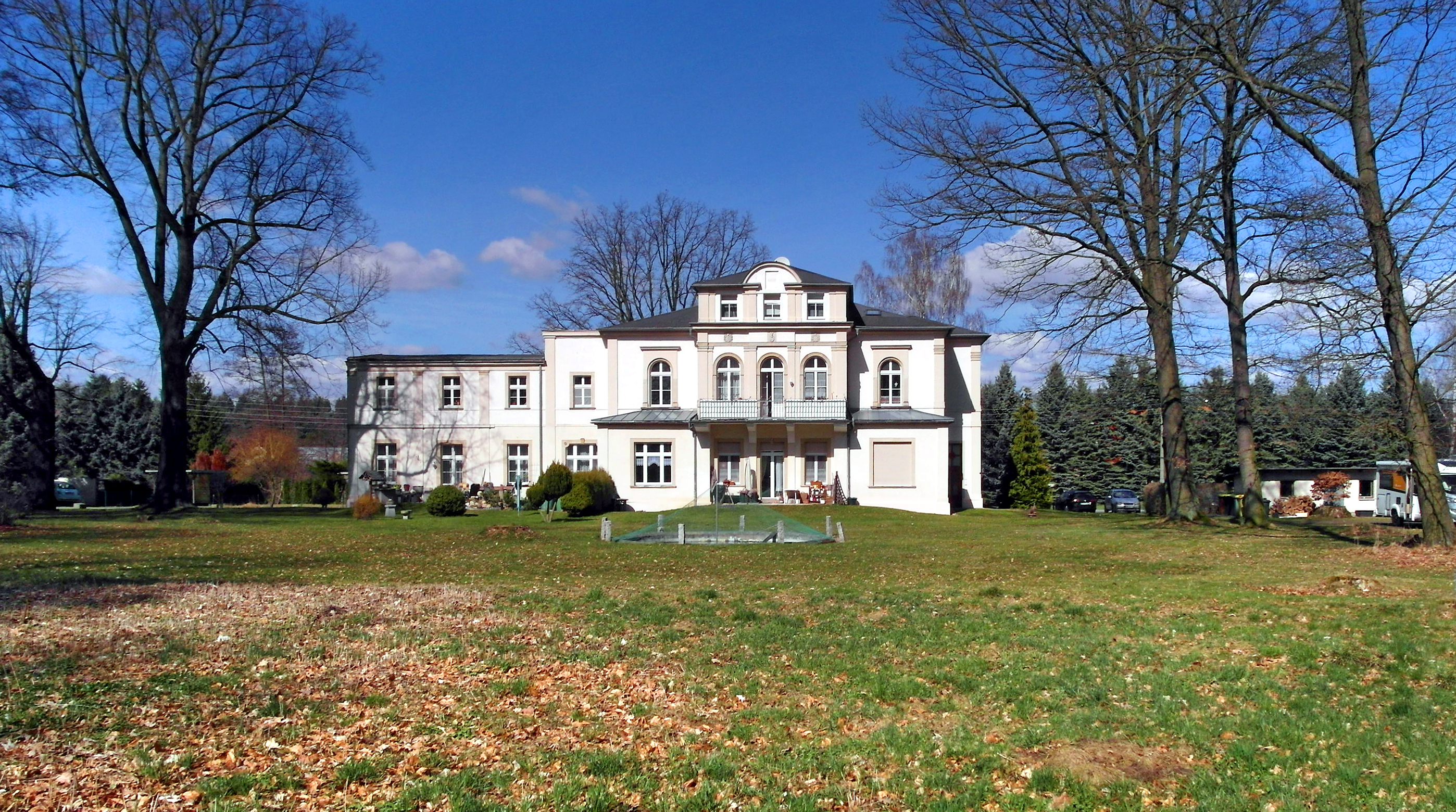
Herrenhaus Kleinschweidnitz

Kleinschweidnitz wurde zusammen mit Großschweidnitz erstmals 1306 urkundlich erwähnt.

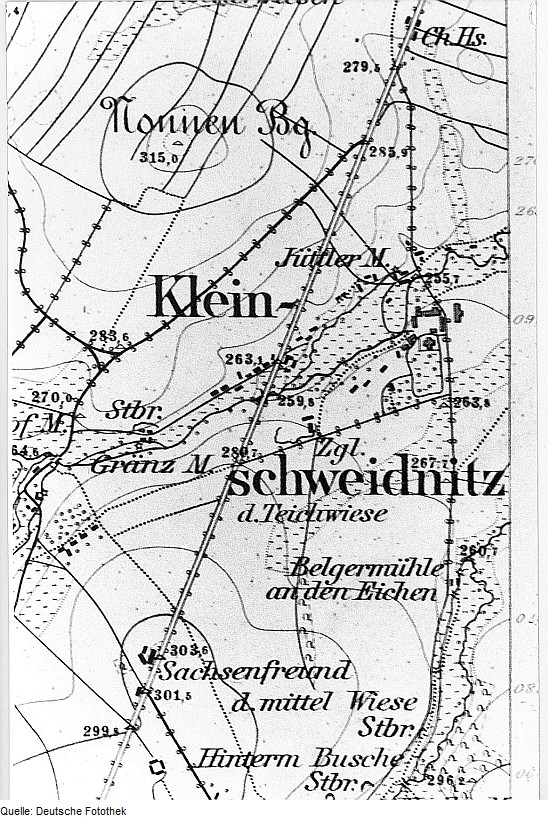
Karte von 1883 mit Kleinschweidnitz

Die ehemalige Gutsblockflur nimmt den dreieckigen Bereich zwischen Großschweidnitzer und Cunnersdorfer Wasser bis zur Beckelmühle ein. 1507 wurde ein Eisenhammer der Stadt Löbau zugesprochen, der sich in der reihendorfartigen Gutssiedlung befand.
Das Domkapitel Bautzen tauschte 1598 seine zwei Bauern im Ort gegen einen Hopfengarten in Großdehsa um. Im Jahr 1627 erscheint erstmals ein Rittergut in Kleinschweidnitz. Dieses wurde 1865 von dem Löbauer Justizrat und Reichstagsabgeordneten Karl August Mosig von Aehrenfeld in heutiger Form neu aufgebaut. Mitte des 19. Jahrhunderts bestand der Ort aus dem Rittergut, 27 Häusern sowie mehreren Mühlen. Anfang des 20. Jahrhunderts gab es im Ort eine Lehmgrube mit angrenzender Ziegelei (heute Ziegeleiweg), eine Schmiede und eine Sandgrube an der Flurgrenze zu Löbau. Die vielen Wassermühlen wurden mit der Kraft von Mühlgräben oder des Großschweidnitzer Wassers angetrieben, so die Grenz- (früher Gränz-), Belgermühle [an den Eichen], Jüttler- (heute Jütter-), Wattemühle (Ernst-Belger-Mühle) und Beckelmühle. Letztere war ab 1972 Teilbetrieb des VEB Lausitzer Granit. Die Belgermühle wurde vom Cunnersdorfer Wasser angetrieben. Von ihr stehen heute nur noch die Grundmauern. Die Jüttlermühle (Mühlweg 5) wurde bis um 1950 als Öl- und Mahlmühle genutzt. Die Wattemühle wurde später als Steinbearbeitungsbetrieb, dann als Autohaus geführt. Die genutzten, meist nun verschütteten Wassergräben sind bei fast allen Mühlen noch zu finden.
Kulturelles Zentrum war das 1828 erbaute Gasthaus Zur Grünen Eiche, welches seit 1919 unter dem Namen Schwimmer bekannt ist. In dem Gebäude fand sich zu DDR-Zeiten ein Geschäft der HO. Später im Nebengelass auch ein Jugendclub. Zu dem Namen kam es, als bei Hochwasser ein Niedercunnersdorfer mit seinem Pferd durch den Dorfbach schwamm. Heute ist das ehemalige Gasthaus verfallen.
Letzter Bürgermeister von Kleinschweidnitz war Alwin Micklisch, welcher das Amt von 1921 bis 1935 ausübte. Danach übernahm der Großschweidnitzer Bürgermeister die Mitverantwortung, bis der Ort 1937 zu Großschweidnitz eingemeindet wurde.
Der Rittergutsbesitz kam im Jahr 1946 während der Bodenreform an Neusiedler. Das ehemalige Herrenhaus, das ein einfacher Bau mit Mansarddach ist, zeigt die Jahreszahl 1838 mit den Initialen C R (= Carl Rudolf) über der Haustür. Des Weiteren existieren umgebaute Wirtschaftsgebäude mit Walmdächern und das um 1900 errichtete ehemalige neue Herrenhaus. Hinter diesem befindet sich ein kleiner Park, an dem beiderseits einer Lindenallee zum Teil mächtige Altbäume, wie Blut- und Rotbuchen, Roteichen, Lärchen und Schwarzkiefern stehen.

### Einwohnerentwicklung
| 1547 | 7 besessene Mann                         |
| 1777 | 10 Gärtner, 3 Häusler                    |
| 1834 | 156                                      |
| 1871 | 180                                      |
| 1890 | 239                                      |
| 1910 | 388                                      |
| 1925 | 387, davon 365 evgl.,11 kath. & 2 konfl. |

Der Ort war 1540 und 1930 nach Löbau gepfarrt.

### Grundherrschaft
1547: Rat zu Löbau, 1569–1569: Rittergut Unwürde, 1569–1627: Rittergut Cunewalde, 1627–1777: Rittergut Kleinschweidnitz

### Verwaltungszugehörigkeit
1777: Bautzener Kreis, 1843: Landgerichtsbezirk Löbau, 1856: Gerichtsamt Löbau, 1875: Amtshauptmannschaft Löbau, 1952: Kreis Löbau, 1994: Landkreis Löbau-Zittau, 2008: Landkreis Görlitz

### Ortsnamenformen
Der Name des Ortes lautete 1306: ambae (= lat. beide) Sweynicz, 1401: kleinen Swoynicz, 1419: Swoynitz parva, 1547: Klein Schweidnitz und 1791: Klein Schweinitz.